# Johannes Hillje

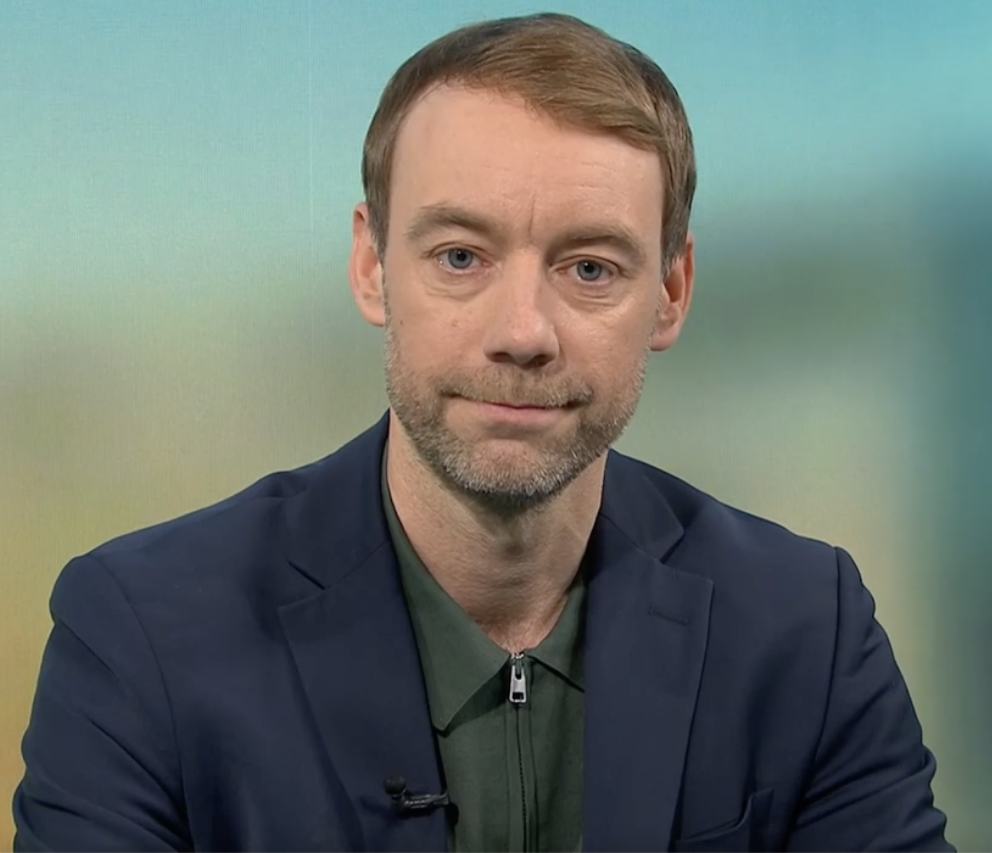
Hillje in der Phoenix Runde (2025)

Johannes Hillje (* 10. Dezember 1985 in Vorwerk) ist ein deutscher Politikberater und Autor.

## Leben
Johannes Hillje machte sein Abitur 2005 an der Graf-Anton-Günther Schule in Oldenburg. Im Anschluss absolvierte er ein Studium der Politikwissenschaft und Publizistik an der Johannes Gutenberg-Universität Mainz, das er 2011 mit dem Magister beendete. Danach erwarb er einen Master in „Politics and Communication“ an der London School of Economics and Political Science. An der Universität Kassel promovierte er im Fach Politikwissenschaften bei Wolfgang Schroeder zum Thema „Das ‚Wir‘ der AfD - Kommunikation und kollektive Identität im Rechtspopulismus“. Hillje war Stipendiat der Studienstiftung des Deutschen Volkes.
Hillje arbeitete als Journalist in der heute.de-Redaktion beim ZDF und der Nordwest-Zeitung. 2013 absolvierte er das Carlo-Schmid-Programm in der Kommunikationsabteilung des Entwicklungsprogramm der Vereinten Nationen (UNDP) in New York. Zu den Europawahlen 2014 arbeitete er als Wahlkampfmanager der Europäischen Grünen Partei. Seit 2015 berät er als selbstständiger Politik- und Kommunikationsberater Ministerien, Behörden, Parteien, Politiker, Verbände und Unternehmen auf bundes-, landes- und europapolitischer Ebene. Laut den Referenzen seiner Webseite umfassen seine parteinahen Auftraggeber die Heinrich-Böll-Stiftung e. V., die parteinahe Stiftung von Bündnis 90/Die Grünen, die Friedrich-Ebert-Stiftung, die parteinahe Stiftung der SPD sowie die Friedrich-Naumann-Stiftung, parteinahe Stiftung der FDP. Bei dem linksliberalen Think-Tank Das Progressive Zentrum ist Hillje außerdem Policy Fellow.
2017 veröffentlichte Hillje das Buch „Propaganda 4.0 - Wie rechte Populisten Politik machen“. 2019 folgte sein zweites Buch „Plattform Europa – Warum wir schlecht über die EU reden und wie wir den Nationalismus mit einem neuen digitalen Netzwerk überwinden können“. Beide Bücher erschienen im Dietz-Verlag. 2018 veröffentlichte Hillje die Studie „Rückkehr zu den Politisch Verlassenen“. Er publizierte außerdem zahlreiche Gastbeiträge und Essays in überregionalen Medien.
Hillje kommentiert regelmäßig politische Themen in den Medien als Experte für politische Kommunikation. 2021 kommentierte er unter dem Titel „Hilljes Wahlkampfcheck“ auf ntv.de den Bundestagswahlkampf. Laut Spiegel war er Ende 2024 im Wahlkampf zur Bundestagswahl 2025 als Berater unter anderem für die Grünen tätig, in der Vergangenheit hat er auch Landesverbände der SPD und FDP beraten.

## Auszeichnungen
- 2012: Roger Silverstone Preis der London School of Economics and Political Science[15]
- 2022: Demokratie-Impuls der Stadt Kassel[16]
- 2023: „Deutschlands Young Thinker 2023“ in der Kategorie „Politische Kommunikation“ des Fachmagazins politik&kommunikation[17]

## Publikationen
- mit Oliver Quiring: Klickaktivismus? Eine Studie zur Wirkung von politischen Online-Kampagnen, Forschungsjournal Soziale Bewegungen 25(2), Berlin 2011.
- Saving Europe online? European identity and the European Union's Facebook communication during the eurozone crisis, London School of Economics Dissertation Series, London 2012.
- Propaganda 4.0 – Wie rechte Populisten Politik machen, Dietz-Verlag, Bonn 2017, ISBN 978-3-8012-0509-6.
- Die Erfolgsstrategie der AfD, Blätter für deutsche und internationale Politik 10/2017, Berlin 2017.
- Rückkehr zu den politisch Verlassenen, Das Progressive Zentrum, Berlin 2018.
- Plattform Europa – Warum wir schlecht über die EU reden und wie wir den Nationalismus mit einem neuen digitalen Netzwerk überwinden können, Dietz-Verlag, Bonn 2019, ISBN 978-3-8012-0553-9.
- Das „Wir“ der AfD – Kommunikation und kollektive Identität im Rechtspopulismus, Campus Verlag, Frankfurt 2022, ISBN 978-3-593-51659-2.
- Mehr Emotionen wagen - Wie wir Angst, Hoffnung und Wut nicht dem Populismus überlassen, Piper Verlag 2025, ISBN 978-3-492-07382-0.